# ハウ・ブラウン (第2代スライゴ侯爵)

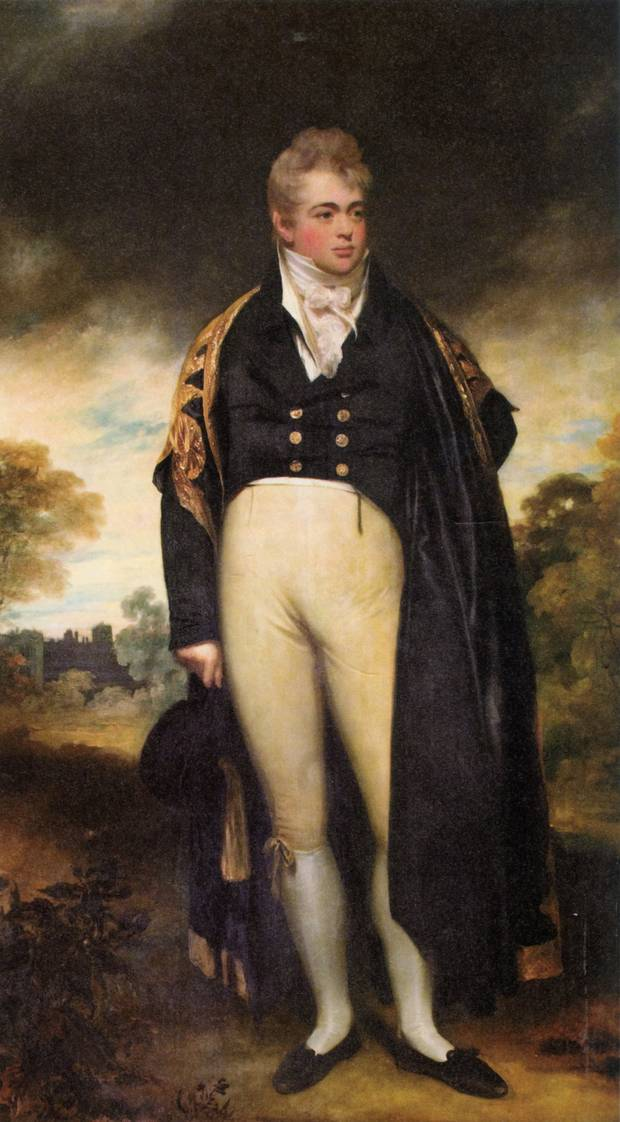
第2代スライゴ侯爵

第2代スライゴ侯爵ハウ・ピーター・ブラウン（英語: Howe Peter Browne, 2nd Marquess of Sligo KP PC PC (Ire)、1788年5月18日 – 1845年1月26日）は、ジャマイカ総督、アイルランド貴族。ジャマイカ総督として黒人寄りの政策をとったため、農園主の反撃に遭って解任されたが、代わりに貴族院で元奴隷の年季奉公制度の廃止を推進した。
1800年までウェストポート子爵の儀礼称号を、1800年から1809年までアルタモント伯爵の儀礼称号を使用した。

## 生涯
初代スライゴ侯爵ジョン・デニス・ブラウンとルイーザ・キャサリン・ハウ（Louisa Catharine Howe、1767年12月9日 – 1817年8月20日、初代ハウ伯爵リチャード・ハウの娘）の息子として、1788年5月18日に生まれた。イートン・カレッジで教育を受けた後、1801年10月27日にケンブリッジ大学ジーザス・カレッジに入学、1808年にM.A.の学位を修得した。1809年1月2日に父が死去すると、スライゴ侯爵位を継承、同年にアイルランド枢密院の枢密顧問官に任命された。1810年3月24日、聖パトリック勲章を授与された。
爵位継承とともにアイルランド西部にある20万エーカーの領地やジャマイカのプランテーションも継承したが、摂政王太子ジョージ（後の国王ジョージ4世）と同じく放蕩した生活を送り、詩人バイロン卿とともにギリシャへ宝探しの旅に出たこともあった。また、1812年12月16日には地中海にいたイギリス海軍の軍艦に乗船していた船員に本国への脱走を誘ったとして有罪判決を受け、5千ポンドの罰金刑に処されたほか、ニューゲート監獄に4か月間投獄された。
1816年に結婚した後はアイルランドでの領地管理に落ち着くようになり、カトリック解放を支持したほか、1831年にアイルランド西部で飢饉がおこったときは穀物やポテトを輸入したり、病院を建設したりするなど救済に努めた。
1831年10月7日から1845年1月26日までメイヨー統監を務めた。
1834年から1836年までジャマイカ総督を務め、1836年に連合王国枢密院の枢密顧問官に任命された。ジャマイカ総督に就任したとき、イギリスでは1833年奴隷廃止法が可決されたばかりであり、スライゴ侯爵は自身もジャマイカでプランテーションを所有していることもあり、現地のプランテーション所有者がスライゴ侯爵からの支持を期待した。しかし、スライゴ侯爵は奴隷制度を嫌悪しており、黒人向けの学校建設や元奴隷への農地貸し下げを推進したため、プランテーション所有者の不満を招いた。結局、スライゴ侯爵はプランテーション所有者のマスコミ攻勢により1836年9月にジャマイカ総督を解任されたが、帰国後も1833年奴隷廃止法が定めた元奴隷の年季奉公制度の全廃を推進、Jamaica Under the Apprenticeship System（『年季奉公制度下のジャマイカ』）と題するパンフレットを出版したほか、1838年3月には貴族院で「審議の結果にかかわらず、ジャマイカにおける自領の年季奉公者を1838年8月1日付で全員解放する」と発言した。これにより、イギリス政府も同日付で元奴隷の年季奉公制度の廃止に同意せざるを得なかった。
1840年6月12日、ジャマイカにある史上初のフリー・ヴィレッジ（元奴隷向けの集落）ハイゲートはスライゴ侯爵を記念して「スライゴヴィル」（Sligoville）に改名された。スライゴヴィルを設立したジェームズ・フィリッポはスライゴ侯爵の援助を借りて、同地に学校と教会を設立した。
1845年1月26日にタンブリッジ・ウェルズで死去、ケンサル・グリーン墓地に埋葬された。息子ジョージ・ジョンが爵位を継承した。

## 家族
1816年3月4日、ダブリンでヘスター・キャサリン・ド・バーグ（Hester Catherine de Burgh、1800年1月 – 1878年2月17日、第13代クランリカード伯爵ジョン・トマス・ド・バーグの娘）と結婚、6男8女をもうけた。
- ジョージ・ジョン（1820年 – 1896年） - 第3代スライゴ侯爵
- ハウ（1821年1月 – 1822年2月）
- ジェームズ・ド・バーグ（James de Burgh、1823年 – 1847年4月6日）
- ジョン・トマス（1824年 – 1903年） - 第4代スライゴ侯爵
- ヘンリー・ユリック（英語版）（1831年 – 1913年） - 第5代スライゴ侯爵
- リチャード・ハウ（1834年8月6日 – 1912年10月28日） - 1863年12月16日、アグネス・エリザベス・アムズベリー（Agnes Elizabeth Amesbury、1885年1月17日没、ジョセフ・アムズベリーの娘）と結婚、子供あり
- ルイーザ・キャサリン（1891年12月14日没） - 1839年5月16日、チャールズ・ノックス（Charles Knox、1867年3月14日没）と結婚、子供あり
- エリザベス（1892年5月2日没）
- キャサリン（1844年6月7日没）
- ハリエット（1904年6月29日没） - 1853年3月31日、第10代準男爵サー・ロバート・リンチ＝ブロスと結婚、子供あり
- エミリー・シャーロット（1916年3月14日没）
- ヘスター・ジョージアナ（1925年1月10日没）1858年8月7日、シャップランド・フランシス・カリュー（Shapland Francis Carew、初代カリュー男爵ロバート・カリューの息子）と結婚、子供あり
- オーガスタ（1909年3月25日没）
- マリアン（Marian、1916年3月30日没） - 1868年6月2日、ヒュー・ウィルブラハム（Hugh Wilbraham、1890年7月19日没）と結婚、子供あり